# Idaea muricata
Idaea muricata — метелик родини п'ядунів, поширений у Європі та помірній зоні Азії.
Розмах крил — 1,8-2 см. Переважає рожево-фіолетове забарвлення крил.

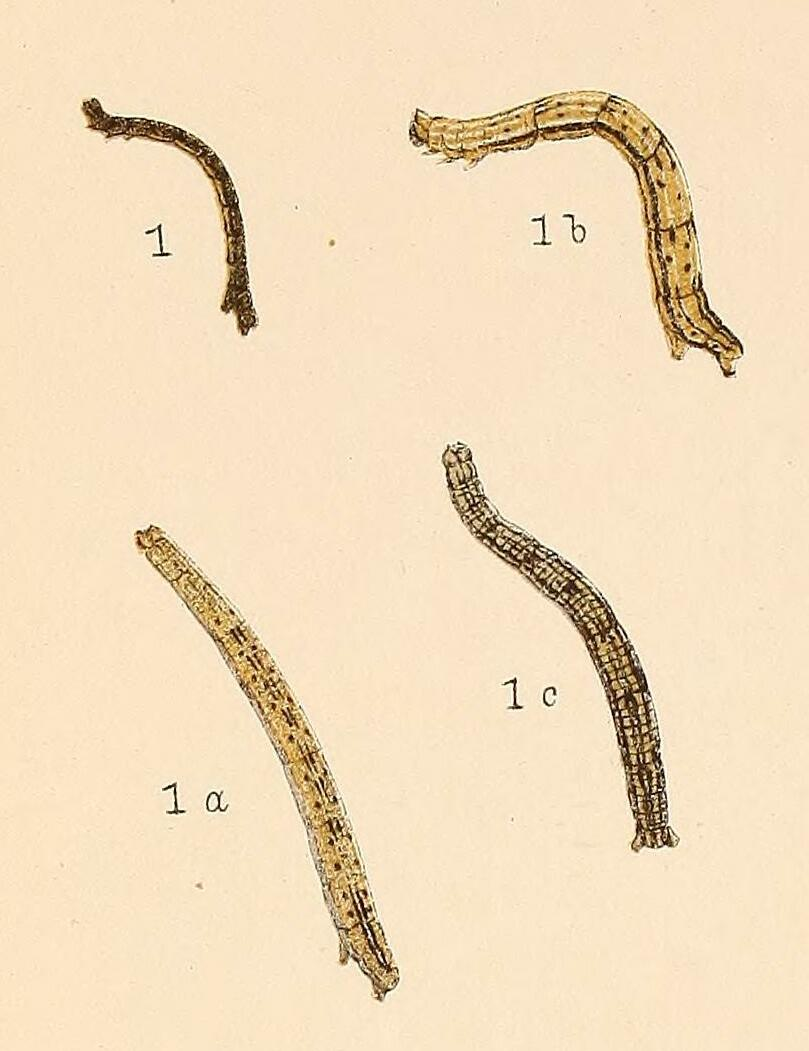
Гусениці різного віку

Мешкають у вологих місцевостях, на вогких луках, поблизу боліт, водойм. Імаго літають з вечора до ранку, переважно в червні-липні. Гусінь живиться на численних трав'янистих рослинах та кущиках, зокрема на вовчому тілі болотяному, вересі, костриці, підмареннику, салаті, гірчаку, подорожнику, перстачі, ожині, бедринці, молочаї тощо. Зимує гусениця, навесні заляльковується.
Ареал охоплює Європу, Передуралля, Кавказ, Сибір, Алтай, Монголію, Якутію, Приамур'я, Примор'я, схід Китаю, Корею, Японію. На сході ареалу поширений підвид I. m. minor (Sterneck, 1927). У Великій Британії трапляється лише на півдні Англії та Вельсу.
Вид внесений до кількох регіональних червоних книг Росії: Калузької, Московської, Нижньогородської, Тульської областей. З червоних книг Ленінградської та Владимирської областей виключений.